# Magic Bytes
Magic Bytes est un label international d'édition de jeux vidéo. Le label a vu le jour en Allemagne en tant que marque principale de jeux vidéo du micro-partenaire Software GmbH, déjà actif depuis 1986 et dédié au développement interne de certains jeux. Au départ, Ariolasoft, filiale de Bertelsmann, et Gremlin Graphics, au Royaume-Uni, ont distribué la plupart des jeux Magic Bytes,,,

## Histoire
Micro-Partner a été fondé par Thomas Meiertoberens, venant de Rainbow Arts dont il était cofondateur, en 1986 à Gütersloh, en Allemagne. A cette époque, l'équipe initiale était formée par le propriétaire Meiertoberens, ainsi que le programmeur Rolf Lakämper et la graphiste Bettina Wiedner, tous trois âgés d'une vingtaine d'années, et s'est fait connaître avec le succès de Mission Elevator, publié dans différents pays du monde, le premier jeu vidéo allemand à avoir un succès international notable. En 1986, Meiertoberens obtient des licences pour produire et commercialiser en Europe des jeux vidéo des personnages de bandes dessinées Clever & Smart, Pink Panther et Tom & Jerry. La marque Magic Bytes a été créée en 1987 et a ensuite été utilisée pour publier presque tous les jeux du micro-partner. Les débuts de Magic Bytes ont eu lieu en 1987 avec la sortie européenne de Western Games et de Clever & Smart. La plupart des jeux ont été adaptés pour l'Amstrad CPC, l'Atari ST, le Commodore C64 et l'Amiga, certains pour le MSX, le ZX Spectrum et plus tard surtout pour les PC,,,,,
Le 20 mai 1988, Meiertoberens a fondé un homologue américain, Magic Bytes USA Inc. à Tampa et a convenu avec la société américaine Digitek, également à Tampa, de publier mutuellement les titres de l'autre société sur leur continent et micro-partner a publié les jeux Digitek en Europe sous le label Magic Bytes,,.
En 1991, micro-partner a cessé ses activités en raison du non-paiement de certains de ses grossistes. Les droits d'édition des jeux Magic Bytes sont ensuite devenus Magic Bytes Verlag R. Kleinegräber dans les pays germanophones. Magic Bytes Verlag a commencé à vendre des jeux vidéo directement aux utilisateurs finaux par correspondance ou dans les grands magasins Karstadt. Magic Bytes Verlag a commencé à publier des jeux vidéo de développeurs allemands externes et a connu un succès notable en Allemagne avec BIING de reLINE en 1993 et Have a N.I.C.E. day de Synetic en 1997. En 2000, le dernier jeu Magic Bytes est sorti pour cette période.
En 2017, le fondateur initial Thomas Meiertoberens, qui s'était entre-temps installé aux États-Unis en 1997 pour gérer une société immobilière, a remis la marque sur le marché en fondant Magic Bytes LLC, dont il est le PDG. La nouvelle société américaine, dont le siège est à Lewes et qui opère avec des représentants à Orlando et à Bielefeld, est spécialisée dans les jeux éducatifs, la réalité virtuelle et la réalité augmentée. En février 2021, le nouveau jeu Toonword est sorti sur Google Play et certains anciens jeux Magic Bytes ont été réédités pour Raspberry Pi.

## Jeux
| Année | Jeu,                      | Genre            |
| ----- | ------------------------- | ---------------- |
| 1987  | Western Games             | Sport            |
| 1987  | Clever & Smart            | Action-Aventure  |
| 1988  | Powerstyx                 | Stratégie        |
| 1988  | Minigolf                  | Sport            |
| 1988  | Pink Panther              | Action-Aventure  |
| 1988  | Vampire's Empire          | Action-Aventure  |
| 1989  | Beam                      | Action           |
| 1989  | Blue Angel 69             | Puzzle           |
| 1989  | Eskimo Games              | Sport            |
| 1989  | Nightdawn                 | Action           |
| 1989  | Tom & Jerry               | Action           |
| 1989  | Wall$treet                | Éducation        |
| 1990  | Air Supply                | Action           |
| 1990  | Big Business              | Jeu de gestion   |
| 1990  | Domination                | Action-Aventure  |
| 1990  | USS John Young            | Simulation       |
| 1990  | North Sea Inferno         | Action-Aventure  |
| 1990  | Cyberworld                | Action-Aventure  |
| 1991  | Dinowars                  | Action-Stratégie |
| 1991  | The Second World          | Aventure         |
| 1992  | Dynatech                  | Jeu de gestion   |
| 1992  | Elysium                   | Jeu de gestion   |
| 1993  | Penthouse Hot Numbers     | Puzzle           |
| 1995  | Biing (de)                | Jeu de gestion   |
| 1996  | Abenteuer Weltraum        | Éducation        |
| 1997  | Have a N.I.C.E. day! (de) | Jeu de course    |
| 1997  | Drilling Billy            | Action           |
| 1998  | N.I.C.E. 2                | Jeu de course    |
| 1998  | Rent-a-Hero               | Fantasie         |
| 1999  | Biing! 2                  | Jeu de gestion   |
| 1999  | Dark Secrets of Africa    | Action-Aventure  |
| 2000  | Crystal Hammer            | Action           |
| 2021  | Toonworld                 | Action-Aventure  |